# Johan van den Bossche
Johan van den Bossche (Bergen op Zoom, 1938 - Amsterdam, 12 augustus 2010) was een Nederlands journalist en een voormalig hoofdredacteur van het weekblad Elsevier.
In 1961 werd hij journalist op de redactie van het Algemeen Handelsblad. Hierna was hij werkzaam bij Het Parool. Van den Bossche kwam in 1973 bij Elsevier werken en werd daar in 1988 hoofdredacteur. Als hoofdredacteur speelde hij een belangrijke rol in de groei van de oplagecijfers. Hij vervulde deze functie tot 1993, waarna hij weer als gewoon redacteur ging werken. Hij werd opgevolgd door Hendrik Jan Schoo. In 2010 overleed hij aan de gevolgen van longkanker.